# 散歩の日々

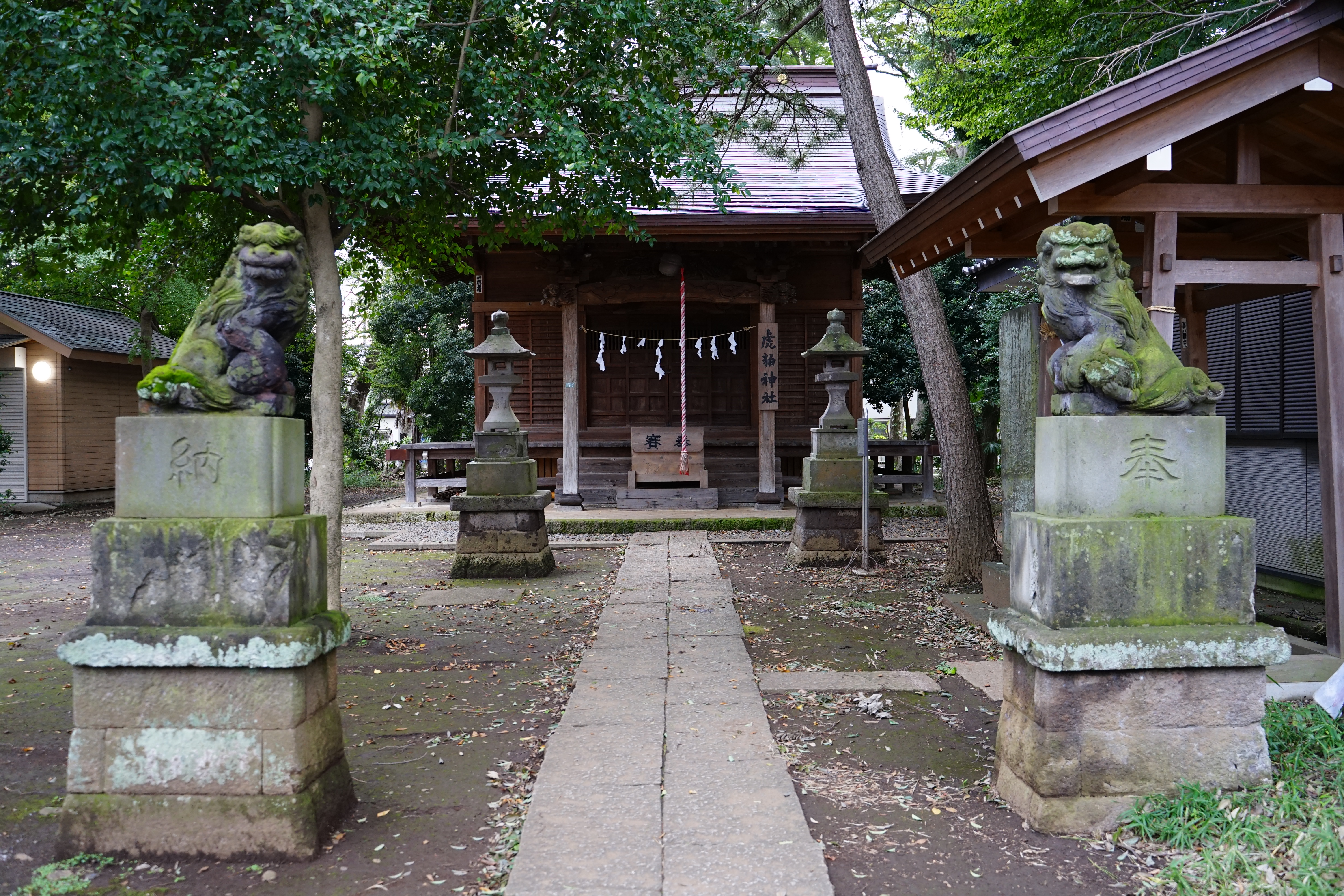
作品に登場する虎狛神社

散歩の日々（さんぽのひび）は、1984年（昭和59年）6月に「COMICばく1」（日本文芸社）に発表されたつげ義春の24頁からなる短編漫画作品。のちにテレビ東京でテレビドラマ化され、1998年9月28日24:45 - 25:15に放送された。

## 概要
1984年、47歳のつげは体調不良で家族サービスのため伊豆の湯ヶ野や湯ヶ島への旅をしているが、季刊コミック誌『ばく』が創刊され3年ぶりに新作を発表。毎号執筆し雑誌の主役を担わされた負担から気鬱の日々が続き、仏教書をしきりに読む。前作は1981年の『雨の中の慾情』（夜行11 北冬書房）であった。1984年はこの作品を皮切りに、9月には『ある無名作家』、12月には『池袋百点会』が同誌に発表された。
仕事がこなくて暇になった漫画家の退屈な日常を描いたもので、シリーズ化するつもりでストイックな生き方をする中年の主人公という設定で描き、顔はこれまでにない静かで端正なタイプとなり、権藤晋は漫画的であるよりも文学的な表情と評した。つげ自身は最初は中年として書くつもりが途中から顔が若くなり、妻の顔も想定よりは若い感じになったが本当は中年として描きたかったという。しかし、漫画の世界では特に女性は中年を描くと受け入れられない風潮があり、妻の顔はかわいく描いた。夫婦ともに物静かな印象が強いが、当時はノイローゼがひどく、変化を好まず片隅で静かに生きたいという個人的な願望があったためである。その結果、作品は一人称で淡々と進んでいく雰囲気が濃厚である。また男の子が登場するのはこの作品が最初である。また、最後にお金を盗むシーンを挿入したのは、あまりに淡々とした日常を描くことで読者を退屈させないための工夫であるが、最後まで入れるかどうかは迷ったとしている。

### 畑中純
『COMICばく』はつげ作品の発表の場として夜久弘が編集長となり新たに発刊された雑誌だったが、作中のH君を夜久はつげと同じ町内に住む畑中純だと直感した。夜久は畑中の仕事場で多くのイラストを見る機会を得たが、鳥や魚、獣をイメージの世界に自由に遊ばせ際限なく描き続けた作品の一部を「月夜の音楽会」と題して創刊号巻頭に11頁にわたり掲載（カラー3枚、モノクロ6枚）した。

## あらすじ

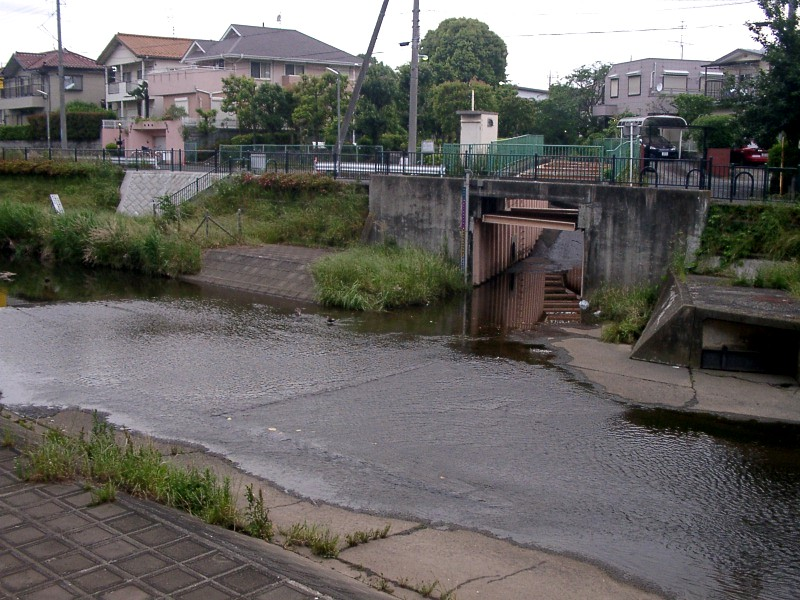
野川（入間川との合流点付近。）

原稿依頼の来ない漫画家が暇を持て余し、野川に沿ってG寺までの散歩を日課としていた。ある日に、子供連れで神社の境内に入ったところ、賭け事をしている男たちに出会い、参加したもののポケットに入れていた300円を負けてなくしてしまう。ジュースをほしがる子供に買ってやることもできず、古本屋へ赴くと夜祭りがあり焼そば屋を出店するという話を聞きつけ、主人公も手伝うことに。妻子が古本屋主人と盆踊りに出かけた隙に、男は売上金の300円をくすねる。なお、賭け事をした神社のモデルは虎狛神社で、野川に沿っての小道は散歩コースになっていた。

## 二作目
この作品には、連作として2作目がすでに構想されていたが、作品化されなかった。
出張する散髪屋の話で、床屋を構えるほどの資金もない散髪屋が物売りのようにやってくるのを気の毒に思い、自分の子の散髪を依頼する。ベランダで散髪するのだが、毎月やってくるようになり親しくなったため、家を聞きだし行ってみると、いま時珍しいボロ家だった。ボロ家には巨大な椎の木があって、いつも出張してもらうのも悪いような気になった主人公が散髪をしてもらうためにその家に行く。庭で散髪をしてもらった主人公は坊主刈りであるために椎の実が頭にコツンコツンと落ちてきて、よいムードに浸るという筋書きである。
作品化されなかったのは『ばく』の連載が忙しくなったことと、その後『無能の人』へ傾倒していったためである。『ばく』に作品を発表し始めた当時は3年間ほど描いていなかったため、作品の構想はいくらか溜めていた。『散歩の日々』も発表のずっと以前から構想していたものである。

## テレビドラマ
つげ義春原作のドラマシリーズ『つげ義春ワールド』の1本として製作された。CMディレクター・映画監督の長尾直樹のテレビドラマ初演出作品。

### ストーリー
わたし(豊川悦司)は売れない漫画家である。妻が封筒張りの内職をして生活を支えている。暇なわたしは、いつもポケットに300円を入れて散歩の日々であった。しかしある日、神社で博打遊びに興じる職人につきあい大事な300円をすってしまう。

### キャスト
- 豊川悦司
- 木村多江
- 小野田英一
- 山本義孝

### スタッフ
- 原作：つげ義春
- 企画：中沢敏明
- プロデューサー：相原英雄、菅原章
- アシスタントプロデューサー：川島裕、阿比留一彦、宮崎大
- 撮影：渡辺真
- 照明：小中健二郎
- 美術：中道隆
- 音楽：梅野貴典
- 監督・脚本：長尾直樹
- 制作：プラネットエンターテイメント
- 製作：丸紅、電通、プラネットエンターテイメント